# Notre-Dame-des-Millières
Notre-Dame-des-Millières es una comuna francesa situada en el departamento de Saboya, en la región Auvernia-Ródano-Alpes.

## Demografía
| 577 | 593 | 559 | 604 | 759 | 812 | 897 | 955 | 1 008 |
| Para los censos de 1962 a 1999 la población legal corresponde a la población sin duplicidades (Fuente: INSEE [Consultar]) |     |     |     |     |     |     |     |       |